# Beiqiao
Beiqiao (北桥站) is een verhoogd station van de metro van Shanghai, gelegen in het district Minhang. Het station werd geopend op 25 november 2005 en is onderdeel van de Xinmin-lijn (5).